# Coppa di Slovacchia 2016-2017 (pallavolo femminile)
La Coppa di Slovacchia 2016-2017 si è svolta dall'11 al 12 febbraio 2017: al torneo hanno partecipato quattro squadre di club slovacche femminili e la vittoria finale è andata per la tredicesima volta, la terza consecutiva, allo Slávia Bratislava.

## Regolamento
Il torneo si è articolato in una Final Four, a cui hanno avuto accesso le prime quattro formazioni al termine della prima fase di Extraliga.

## Squadre partecipanti
| Squadra           | Qualificazione                   |
| ----------------- | -------------------------------- |
| Bratislavský      | 3ª nella prima fase di Extraliga |
| Oktan Kežmarok    | 4ª nella prima fase di Extraliga |
| Slávia Bratislava | 1ª nella prima fase di Extraliga |
| UKF Nitra         | 2ª nella prima fase di Extraliga |

## Torneo

### Tabellone
|  | Semifinali | Semifinali        | Semifinali |  |   | Finale            | Finale    | Finale |
|  |            |                   |            |  |   |                   |           |        |
|  | 1          | Slávia Bratislava | 3          |  |   |                   |           |        |
|  | 1          | Slávia Bratislava | 3          |  |   |                   |           |        |
|  | 4          | Oktan Kežmarok    | 0          |  |   |                   |           |        |
|  | 4          | Oktan Kežmarok    | 0          |  | 1 | Slávia Bratislava | 3         |        |
|  |            |                   |            |  | 1 | Slávia Bratislava | 3         |        |
|  |            |                   |            |  |   | 2                 | UKF Nitra | 0      |
|  | 2          | UKF Nitra         | 3          |  |   | 2                 | UKF Nitra | 0      |
|  | 2          | UKF Nitra         | 3          |  |   |                   |           |        |
|  | 3          | Bratislavský      | 1          |  |   |                   |           |        |
|  | 3          | Bratislavský      | 1          |  |   |                   |           |        |

### Risultati

#### Semifinali
| 11 febbraio 2017 Mestská športová hala, Stará Ľubovňa Durata: 1h:12 - Spettatori: 250 | Slávia Bratislava | 3 - 0 | Oktan Kežmarok | 25-20, 25-15, 32-30        |
| 11 febbraio 2017 Mestská športová hala, Stará Ľubovňa Durata: 1h:43 - Spettatori: 200 | UKF Nitra         | 3 - 1 | Bratislavský   | 20-25, 25-23, 25-19, 25-15 |

#### Finale
| 12 febbraio 2017 Mestská športová hala, Stará Ľubovňa Durata: 1h:05 - Spettatori: 300 | Slávia Bratislava | 3 - 0 | UKF Nitra | 25-17, 25-14, 25-15 |